# 아북극 원주민
아북극 원주민(Indigenous peoples of the Subarctic)은 북미대륙과 유라시아의 아북극 지역(복위 50 ~ 70도)에 사는 원주민들이다. 알래스카 내륙, 캐나다 순상지 및 맥켄지강 유역, 페노스칸디아, 서북러시아, 시베리아, 아이슬란드, 그린란드가 이 범위에 들어온다. 다만 그린란드의 이누이트는 보통 북극 원주민으로 분류된다.

## 문화
아북극 지역에서 사용되는 언어는 최소 38가지가 있으며, 크게 알곤킨, 애서배스카, 인도유럽, 튀르크, 우랄 다섯 어족으로 나뉜다.
이 지역 원주민들의 생활사의 중심에는 대개 사슴과 순록이 있다. 사슴이나 순록을 수렵 또는 유목하여 음식, 의복, 건축자재, 도구 등 일체를 생산하였다.